# Cantonul Nîmes-3
Cantonul Nîmes-3 este un canton din arondismentul Nîmes, departamentul Gard, regiunea Languedoc-Roussillon, Franța.

## Comune
- Nîmes (parțial)

Cantonul omvat de volgende wijken van Nîmes:
- Grézan
- Pont de Justice
- Chemin Bas d'Avignon
- Mas de Possac
- Chalvidan
- Les Oliviers
- Les Amoureux
- Mas de Ville
- Haute-Magaille
- Le Clos d'Orville
- Route de Beaucaire